# Le Port (La Réunion)
Pour les articles homonymes, voir Le Port.
Le Port est une commune française du département d'outre-mer de La Réunion. Elle tire son nom du port de la Pointe des Galets, seul port industriel de l'île, dont la construction a commencé peu avant la création de la commune.
Ses habitants sont appelés les Portois.

## Géographie

### Localisation
Limitrophe des communes de La Possession et de Saint-Paul.

### Situation
Située sur un espace d’environ 1 660 hectares, le plus petit de l’île, la ville du Port est atypique dans le paysage urbain de La Réunion. Née de la connexion du port construit à la Pointe des Galets et du chemin de fer de La Réunion, la ville s’est édifiée à la fin du XIXe siècle sur un espace quasi-désertique, occupé par une savane et une végétation à base d’épineux « piquants blancs », jusqu’à accueillir aujourd’hui plus de 400 hectares de zones d’activités économiques et industrielles et 150 hectares d’espaces verts communaux. L’origine du nom de cette cité maritime se trouve dans l’installation portuaire à l’origine de la commune.
Cette vocation maritime est évoquée dans le blason de la ville où figurent un bateau à voile, deux dauphins et une ancre marine. Les paille-en-queues de l’écu figurent le voyage et le tourisme.
Cette commune voit l’aménagement du second port de l’île (après celui de Saint-Pierre) mais concentrera par la modernité de son installation, par son adaptation aux besoins d’une navigation passant de la voile à la vapeur et grâce au chemin de fer, toute l’activité d’import-export de l’île. Géographiquement la ville est encadrée par la commune de Saint-Paul dont elle est séparée par la Rivière des Galets et par la commune de la Possession, elle se situe à 18 km de Saint-Denis et 71 km de Saint-Pierre.
Le Port est la seule commune réunionnaise dont aucune partie du territoire n'est comprise dans le périmètre d'aménagement des Hauts de l'île. Lui sont limitrophes les communes de La Possession, à l'est, et de Saint-Paul, au sud.

### Infrastructures

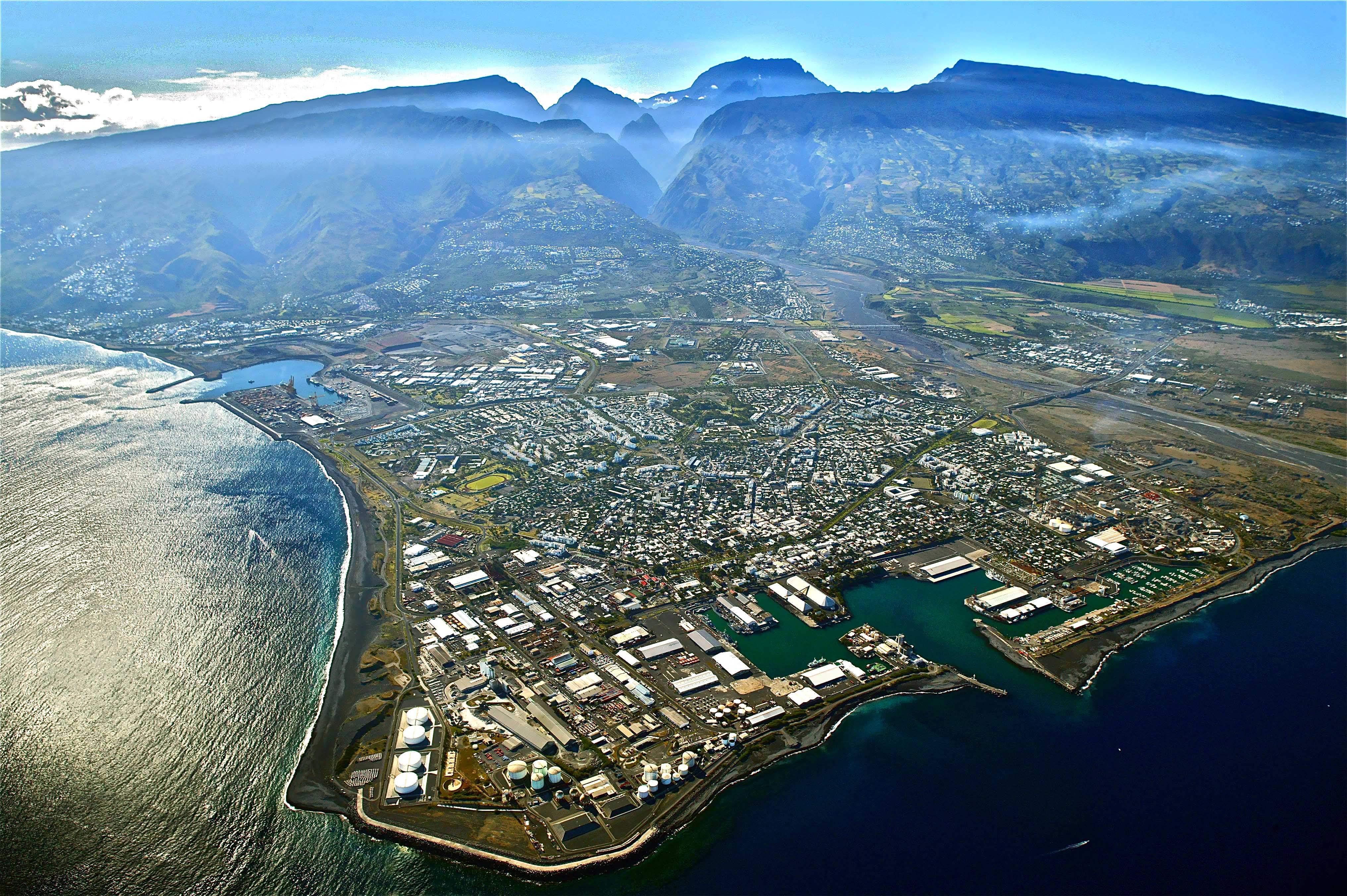
Le port de la ville du Port en 2004.

La commune héberge l'unique port industriel de l'île : le port de la Pointe des Galets, dont l'exploitation est confiée au Grand Port Maritime de la Réunion (GPMDLR).
Elle est d'ailleurs une des seules communes françaises (avec Lorient et Cherbourg-Octeville) à cumuler les cinq fonctions de gare maritime, port de commerce, base navale (la 3e après Brest et Toulon), port de plaisance et port de pêche.
Le centre de détention du Port accueille environ 500 détenus condamnés pour la durée de leur peine. Il est entouré par la centrale photovoltaïque Bardzour mise en service fin 2014 par Akuo Energy. Une centrale solaire photovoltaïque de 1,34 MW avec stockage de 1,33 MWh est par ailleurs ouverte à l'ouest de la commune par Albioma en 2019.

### Climat
| Mois                              | jan.  | fév.  | mars  | avril | mai   | juin  | jui.  | août  | sep.  | oct.  | nov.  | déc.  | année |
| --------------------------------- | ----- | ----- | ----- | ----- | ----- | ----- | ----- | ----- | ----- | ----- | ----- | ----- | ----- |
| Température minimale moyenne (°C) | 24,6  | 24,9  | 24,2  | 23,3  | 21,7  | 19,9  | 18,9  | 18,9  | 19,4  | 20,4  | 21,7  | 23,5  | 21,8  |
| Température maximale moyenne (°C) | 31,5  | 31,8  | 31,2  | 30,7  | 29,2  | 27,6  | 26,6  | 26,5  | 26,9  | 27,9  | 29,1  | 30,7  | 29,1  |
| Ensoleillement (MJ/m²)            | 21,83 | 21,16 | 19,12 | 17,24 | 15,22 | 14,08 | 14,39 | 15,73 | 18,13 | 19,05 | 21,19 | 22,09 | 18,27 |
| Précipitations (mm)               | 123   | 148   | 91    | 46    | 21    | 18    | 7     | 9     | 9     | 10    | 22    | 75    | 579   |

| Diagramme climatique                                  |             |            |            |            |            |           |           |           |            |            |            |
| J                                                     | F           | M          | A          | M          | J          | J         | A         | S         | O          | N          | D          |
| 31,524,6123                                           | 31,824,9148 | 31,224,291 | 30,723,346 | 29,221,721 | 27,619,918 | 26,618,97 | 26,518,99 | 26,919,49 | 27,920,410 | 29,121,722 | 30,723,575 |
| Moyennes : • Temp. maxi et mini °C • Précipitation mm |             |            |            |            |            |           |           |           |            |            |            |

## Urbanisme

### Typologie
Le Port est une commune urbaine, car elle fait partie des communes denses ou de densité intermédiaire, au sens de la grille communale de densité de l'Insee,,,. Elle appartient à l'unité urbaine de Saint-Paul, une agglomération intra-départementale regroupant 3 communes et 176 280 habitants en 2022, dont elle est une commune de la banlieue,.
Par ailleurs la commune fait partie de l'aire d'attraction du Port, dont elle est la commune-centre. Cette aire, qui regroupe 1 commune, est catégorisée dans les aires de moins de 50 000 habitants,.
La commune, bordée par l'océan Indien à l'ouest et au nord, est également une commune littorale au sens de la loi du 3 janvier 1986, dite loi littoral. Des dispositions spécifiques d’urbanisme s’y appliquent dès lors afin de préserver les espaces naturels, les sites, les paysages et l’équilibre écologique du littoral, par exemple le principe d'inconstructibilité, en dehors des espaces urbanisés, sur la bande littorale des 100 mètres, ou plus si le plan local d’urbanisme le prévoit,.

## Histoire

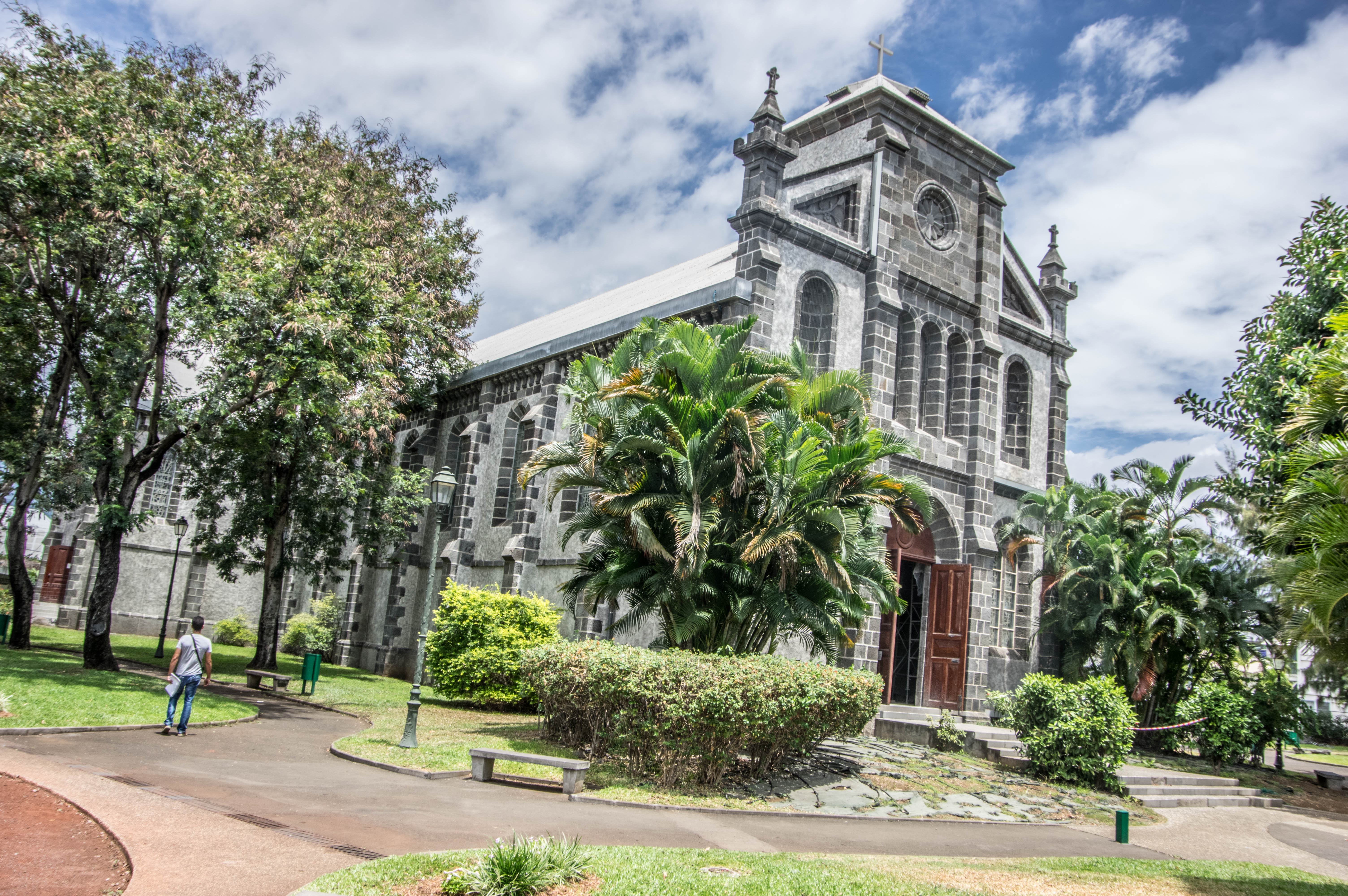
L'église Jeanne-d'Arc de la ville du Port.

La création de la ville est la conséquence de la volonté de doter La Réunion d'un port situé à la pointe des Galets. La construction du port de la pointe des Galets dura sept ans, aboutissant à son inauguration en 1886. Elle a attiré sur cette terre désertique une foule d'ouvriers venus des quatre coins de l'île et de toutes les Mascareignes. La réalisation des travaux fut confiée à Alexandre Lavalley, un ingénieur ayant participé à la construction du canal de Suez . La commune a été créée le 22 avril 1895, elle comptait alors deux mille habitants.

### La construction du port et du chemin de fer
En 1878, une compagnie, le C.P.R., est créée pour exécuter les travaux du port et du chemin de fer qui devait relier Saint-Pierre à Saint-Benoit. Les travaux ont commencé en 1879 et, en février 1882, le chemin de fer était achevé, période qui coïncide avec l’achèvement des jetées du port.
La compagnie chargée de la construction connait à partir de 1883 de graves difficultés liées à la découverte d’un banc de roches constituant un mur d’une trentaine de mètres d’épaisseur enchâssé dans un terrain très dur et traversant l’avant-port de part en part. Pour faire face à cet imprévu et au surcoût financier des travaux qu'elle engendre, la Compagnie présente au ministère de la Marine et des colonies en 1884 un projet de convention qui permettrait d’injecter de nouveaux fonds dans le projet. Après des discussions longues et difficiles, un nouveau cadre financier est proposé à la Compagnie. Elle réussit, le 14 février 1886, à faire entrer un navire de guerre et quatre grands navires dans le bassin intérieur du port.
La compagnie a entamé l’exploitation du port et du chemin de fer, mais les recettes qui s'élevèrent à 1 million de francs en 1887 équilibrèrent les dépenses d’exploitation mais ne permirent pas à la compagnie de payer à l’État la part des recettes brutes qui lui revenait d’après la convention. Le port n’avait reçu alors qu’un quart du trafic de l’île : « On ne change pas en quelques mois des habitudes séculaires, et les Marines, encouragées par la situation précaire de la Compagnie qui était connue, ont essayé de soutenir une lutte que la force des choses condamne à une fin prochaine » dira le directeur dans un rapport en 1887. Ruinée par le coût des travaux et l’absence de bénéfices de fonctionnement, la Compagnie informe alors le ministère qu’il lui sera impossible de continuer l’exploitation au-delà du 1er janvier 1888 et par un arrêté ministériel du 2 décembre 1887, il est mis un terme à Compagnie du Chemin de Fer et du Port de La Réunion qui devient alors propriété de l’État de 1888 à 1950.
La construction, puis l'exploitation du port et du chemin de fer a nécessité de très nombreux ouvriers et, à la fin du XIXe siècle, environ 8 000 personnes, Réunionnais, Indiens, Malgaches ou Égyptiens se sont progressivement installées dans des conditions déplorables, dans de véritables bidonvilles faits de cases et de paillotes.

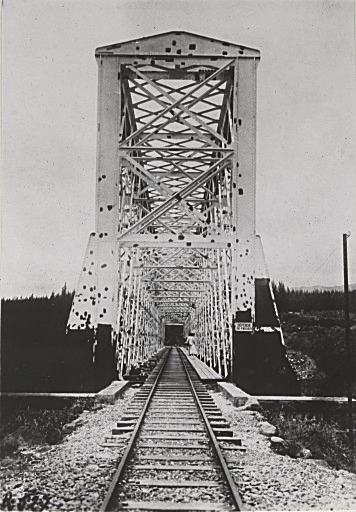
Pont ferroviaire sur la rivière du Mat, à Saint André vers 1879-1891.

### Les transformations de la ville au début duXXesiècle
Avec l'essor démographique de la ville, celle-ci va être confrontée pendant des décennies à d'importantes difficultés liées au manque d’eau, à un habitat très précaire et l'absence d'équipements publics. En outre, Le Port va subir des épidémies et des cyclones, notamment celui de 1926 qui détruit une partie de la ville ainsi que le pont enjambant la rivière des Galets sur lequel passait le chemin de fer. Un autre cyclone en 1932 endommagea aussi les installations du port.
Pour autant, la construction du port a permis non seulement de désenclaver La Réunion en permettant à des navires de fort tonnage d'y accoster, mais de plus elle entraîna le développement sur l'île d'une activité industrielle avec de grands chantiers dans lesquels travaillent de très nombreux ouvriers. L’activité portuaire et ferroviaire reste centrale dans la ville et est, dans l'entre-deux-guerres, gérée par un organisme nommé Chemin de Fer et Port de la Réunion (CPR), sous la tutelle du service des Travaux Publics.
Le Port était donc une ville essentiellement ouvrière dans laquelle sont nés différents mouvements syndicaux, notamment après la Première Guerre mondiale. C'est ainsi qu'en 1936 naît un syndicat des cheminots et dockers du CPR qui devient par la suite la Fédération réunionnaise du travail. C'est d'ailleurs dans la ville qu'est déclenché la première grande grève en 1937 alors qu'en métropole avaient été signés les accords Matignon l'année précédente.
Durant la Seconde Guerre mondiale, Le Port est, comme le reste de La Réunion, restée fidèle au régime de Pétain. Si la ville n'a pas subi d'attaque, elle va en revanche voir son activité ralentie. En effet, si le port avait à peu près continué à fonctionner normalement au tout début de la guerre, le trafic maritime va se réduire considérablement en 1940 jusqu'à être quasiment nul en 1942, principalement en raison du blocus britannique.
Le 28 novembre 1942, le  contre-torpilleur Léopard des Forces françaises libres bombarde le quartier de la Butte. Deux jours plus tard, l'île se rallie à la France libre du général de Gaulle ; le trafic ainsi que l'activité économique de la ville reprennent peu à peu. Un odonyme local (« Avenue du 28-Novembre-1942 »20° 55′ 50″ S, 55° 17′ 31″ E) rappelle ces événements.

### De la départementalisation à nos jours
Après guerre, le 19 mars 1946, la Réunion devient un département d’outre-mer français. À cette époque, Le Port est toujours une commune à vocation ouvrière qui compte un peu plus de 9 200 habitants.
Dans le même temps, de grosses difficultés de gestion vont conduire à scinder le Chemin de Fer et Port de la Réunion (CPR) après la Seconde Guerre mondiale, la Chambre de commerce se voyant confiée le contrôle du port et le CFR devenant un service public à part sous contrôle de l'administration.
Mais la ville n'évolue guère et Jacques Lougnon rapporte cette image du Port de 1965 : il n’est qu'« un immense bidonville dans un paysage aride ». Le fondateur du Parti communiste réunionnais Paul Vergès est élu maire de la commune en 1971.
Au début des années 1980, l’idée d’une extension du port de la Pointe des Galets commence à faire son chemin car la structure, conçue pour une marine du XIXe siècle, est devenue inadaptée au trafic auquel elle doit faire face et cela malgré les opérations de modernisation entreprises dans les années 1968 à 1971. Plusieurs projets sont alors étudiés, soit une extension du port, soit la construction d'un port nouveau dans baie de La Possession.Un chantier d'extension démarre au mois de juin 1982 mais c'est la solution de la construction d'un nouveau port à La Possession qui est finalement choisie. L'installation des zones d'activités économiques à proximité du nouveau port qui est achevé dans cette phase des travaux en 1986, permet à la ville de rayonner sur les deux structures.
Les grands travaux continuent à la fin des années 1980 jusqu'au début des années 1990 avec deux réalisation majeures. Tout d'abord, fin décembre 1988, le conseil municipal adopte le principe de la mise à enquête publique des projets de plans d’aménagements et Paul Vergès ainsi que Raymond Lauret sont désignés pour siéger au sein de la société d'économie mixte (Semader) qui associera la CCIR et le conseil général. Le Comité de pilotage ainsi formé va créer de nouvelles zones à vocation industrialo-portuaire : la ZAC Belvédère consacrée aux activités portuaires, la ZAC Mascareignes pour les activités industrielles et artisanales, et la ZAC Développement 2000, d'une superficie de 62 hectares, qui a pour vocation d’accueillir industries et sociétés commerciales.
Les années 1990 verront s'enchaîner une suite de réalisations qui renouvellent complètement le paysage urbain. La ville inaugure ainsi le 21 avril 1990, le parc Boisé baptisé « Fonkèr -Laurent-Vergès », construit dans une zone de savane. L'année 1992 est marquée par l'inauguration du cimetière paysager, unique en son genre à La Réunion et qui dessine au sol la forme d'un arbre dont les feuilles constituent les espaces réservés aux inhumations. La même année, les travaux d'endiguements de la Rivière des Galets démarrent, permettant de récupérer des portions de berges et de zones instables jusqu'alors à cause des crues de la rivière. Le port de plaisance est étendu et sa modernisation est entamée en 1993 sous l’égide de la CCIR. L'aménagement des zones d'activités économiques continue avec l’aménagement de la Zac Belvédère en 1994 et de la Zac Environnement en 1998.

## Politique et administration

### Rattachements administratifs et électoraux
La commune appartient à l’arrondissement de Saint-Paul et au canton du Port, dont elle est le bureau centralisateur, depuis le redécoupage cantonal de 2014.
Avant 2015, elle était le chef-lieu de deux cantons :
- Le Port 1er canton Nord comptait 16 751 habitants (2011)[24] ;
- Le Port 2e canton Sud comptait 20 807 habitants (2011)[24].

Pour l’élection des députés, Le Port fait partie de la deuxième circonscription de La Réunion, représentée depuis 1997 par Huguette Bello (PLR).

### Intercommunalité
Comme La Possession, Le Port a quitté la communauté de communes préfigurant l'actuelle Communauté intercommunale des Villes solidaires (CIVIS) et rejoint celle préfigurant le Territoire de la Côte Ouest (TCO) avant 2001. Le siège de l'intercommunalité y est d'ailleurs fixé.

## Population et société

### Démographie
L'évolution du nombre d'habitants est connue à travers les recensements de la population effectués dans la commune depuis 1961, premier recensement postérieur à la départementalisation de 1946. À partir de 2006, les populations de référence des communes sont publiées annuellement par l'Insee. Le recensement repose désormais sur une collecte d'information annuelle, concernant successivement tous les territoires communaux au cours d'une période de cinq ans. Pour les communes de plus de 10 000 habitants les recensements ont lieu chaque année à la suite d'une enquête par sondage auprès d'un échantillon d'adresses représentant 8 % de leurs logements, contrairement aux autres communes qui ont un recensement réel tous les cinq ans,.

En 2022, la commune comptait 33 670 habitants, en évolution de −3,27 % par rapport à 2016 (La Réunion : +3,33 %, France hors Mayotte : +2,11 %).
| 1961   | 1967   | 1974   | 1982   | 1990   | 1999   | 2006   | 2011   | 2016   |
| ------ | ------ | ------ | ------ | ------ | ------ | ------ | ------ | ------ |
| 14 906 | 19 768 | 25 068 | 30 131 | 34 692 | 38 412 | 38 148 | 37 558 | 34 810 |

| 2021   | 2022   | - | - | - | - | - | - | - |
| ------ | ------ | - | - | - | - | - | - | - |
| 33 336 | 33 670 | - | - | - | - | - | - | - |

 Au 1er janvier 2004, la ville comptait 40 521 habitants, elle comptait plus que 34 128 habitants en 2017, le Port est l'une des rares communes de la Réunion à connaître un déclin démographique relativement important.

### Enseignement
On trouve sur le territoire communal 29 écoles maternelles et élémentaires publiques :
- André Hoarau
- Annexe Eugène Dayot, nouvellement Imelda Grondin
- Appolina Delpha
- Ariste Bolon
- Benjamin Hoareau
- Camille Macarty (élémentaire)
- Charles Vendomèle (élémentaire)
- Eugène Dayot
- Francis Rivière (élémentaire)
- Françoise Dolto
- Georges Thiebaut
- Gervais Barret
- Henri Wallon
- Laurent Vergès
- Léonide Letoullec (élémentaire)
- Paule Legros (élémentaire)
- Pauline Kergomard
- Raoul Fruteau
- Raymond Mondon (élémentaire)
- René Michel
- Yvonna Bigot[32]

On trouve sur le territoire communal quatre collèges publics :
- Le collège Edmond-Albius.
- Le collège Jean Le Toullec (anciennement Jacques-Brel) qui comptait 977 élèves à la rentrée 2005.
- Le collège de L'Oasis, ouvert en juillet 1980, et qui comptait 704 élèves à la rentrée 2005.
- Le collège Titan.

On y trouve par ailleurs deux lycées publics :
- Le lycée d'enseignement général, professionnel et technologique Jean-Hinglo, qui comptait 1 027 élèves à la rentrée 2005.
- Le lycée professionnel Léon-de-Lépervanche, qui comptait 1 170 élèves à la rentrée 2005.

La commune accueille en outre l'École supérieure d'art de la Réunion, la seule école d'architecture mais aussi un Institut de l'image de l'océan Indien qui forme les élèves à la production de dessins animés et de jeux vidéo. Sa politique culturelle est menée entre autres au travers d'une association appelée Village Titan.

## Culture et patrimoine

### Lieux de cultes
- Église Sainte-Jeanne-d'Arc du Port. Elle est inscrite à l'Inventaire général du patrimoine culturel[33]. L'église est dédiée à sainte Jeanne d'Arc.
- Chapelle Saint-Pierre-Apôtre du Port. La chapelle est dédiée à l'apôtre saint Pierre.
- Chapelle Saint-Yves du Port. La chapelle est dédiée à saint Yves.

### Personnalités liées à la commune

#### Sportifs
- Le gymnaste champion de France en 1990 et 1995, champion d'Europe, quatrième aux Jeux olympiques d’Atlanta au cheval d'arçon, Patrice Casimir.
- Le gymnaste champion de France en 1996, 1998, 2002, 2003, 2005, champion d'Europe par équipe à Saint-Pétersbourg en 1998, Éric Casimir.
- Le premier Réunionnais champion du monde de boxe française en 1991, Jacques Dobaria.
- Le champion du monde de boxe française en 1995, Johnny Déliron.
- La handballeuse, plusieurs fois sélectionnée en équipe de France entre 1995 et 2004, Leila Lejeune est née dans la commune le 16 mars 1976. Elle a joué dans son club de 1987 à 1994.
- Le champion intercontinental de Muay Thaï en 2010, Expedito Valin.
- Moana Moo-Caille, cycliste de BMX.
- Le footballeur international malgache Melvin Adrien.
- Le footballeur international mauritanien Yoann Langlet.

#### Artistes
- Jack Beng-Thi, artiste plasticien contemporain, sculpteur.
- Alain Séraphine, artiste plasticien contemporain, sculpteur.
- Compagnie Soul City, groupe de danse.

#### Maires
- Léon de Lepervanche (1907-1961) est un des initiateurs de la loi de Départementalisation du 19 mars 1946, aux côtés de Raymond Vergès. Léon de Lepervanche a un parcours atypique, issu de la petite bourgeoisie réunionnaise, il descend de sa condition pour occuper en 1923 un emploi subalterne à la compagnie du Chemin de fer et du Port de La Réunion. Il occupera ainsi les fonctions de journaliers jusqu’en 1930, il sera licencié du CPR en 1938. Il deviendra maire du Port de 1945 à 1959 et député de La Réunion de 1945 à 1951.

#### Poètes et écrivains
La connaissance du Port est marquée par la personnalité de deux auteurs qui participent à rendre positive l’image de la ville et ancrer son histoire : Patrice Treuthardt et Eugène Rousse :
- L'ouvrage de Patrice Treuthardt, Pointe et Complaintes de Galets, Poèmessagerie, (UDIR, Village Titan, 1988) est édité dans le contexte du centenaire de l'inauguration du Port. L'auteur, poète, maître des kabars y propose un recueil de textes sur le thème de la Ville. Véritable chantre de la ville, il écrit pour et dans la ville, célébrant l'émergence d'une cité des galets et inaugurant un regard plus positif sur l'urbanité de la ville où il pose des scènes de sa jeunesse. La seconde partie de l’ouvrage, Petite anthologie sur le Port et le chemin de fer, présente un ensemble de textes historiques constitués par des articles de presse ou des extraits d’ouvrages datant pour la plupart de la première moitié du XXe siècle.
- Eugène Rousse, professeur de sciences au collège, retraité, passionné par l'histoire locale, est sans doute le "chercheur du PCR" ayant le plus visité l'histoire politique du Port, dans La commune du Port a cent ans (publication de la ville du Port, impr. Graphica, 2000), série de trois ouvrages dont le récit débute le 14 août 1890 date de la création de la commune de la Possession. Il propose une relation des faits politiques majeurs et leur connexion avec l'histoire de la ville. L’étude est d’un grand intérêt pour les détails qu’elle propose.
- Autres ouvrages de référence :
  - Des marines au Port de la Pointe des Galets: 1886-1986 : centenaire  (Océan Édition, Saint-André, 1987). L’ouvrage est entièrement consacré au port de la Pointe des Galets et constitue une des études les plus complètes et les plus récentes sur le sujet. Un article de Elie Fontaine y relate les étapes de la construction du port de la Pointe des Galets (les motivations, le contexte de la construction, le déroulement de cette dernière et les projets rivaux).
  - L’île de La Réunion et les activités maritimes (XIXe – XXe siècle) : complément d’informations permettant de contextualiser l’histoire de la commune (Archives départementales de La Réunion, Saint-Denis, 1993) ; ouvrage dans le cadre d’une exposition pour la médiathèque du Port, la médiathèque Benoîte Boulard.
  - Port Réunion, Port Louis, Port Toamasina : vers l'émergence d'un pôle portuaire dans l'Océan Indien (2009 - IOCL) Ouvrage de référence sur la construction du port de La Réunion. Issu d'une thése soutenue par Claude LAGIER, enseignant à L'Université de La Reunion et Ingénieur en génie maritime.